# کوسوکه ناکاماچی
کوسوکه ناکاماچی (انگلیسی: Kosuke Nakamachi؛ زادهٔ ۱ سپتامبر ۱۹۸۵) بازیکن فوتبال اهل ژاپن است.
از باشگاه‌هایی که در آن بازی کرده‌است می‌توان به باشگاه فوتبال یوکوهاما مارینوس و باشگاه فوتبال آویسپا فوکوئوکا اشاره کرد.